# Earl of Nithsdale

Wappen der Earls of Nithsdale

Earl of Nithsdale war ein erblicher britischer Adelstitel in der Peerage of Scotland.
Familiensitz der Earls war Caerlaverock Castle im Westen der Scottish Borders im Bereich Dumfries and Galloway, der Titelinhaber war zugleich Clan Chief des Clan Maxwell.

## Verleihung und Geschichte des Titels
Der Titel wurde am 29. August 1620 an Robert Maxwell, 9. Lord Maxwell verliehen, zusammen mit dem nachgeordneten Titel Lord Maxwell, Eskdale and Carleill. Die Verleihung erfolgte mit dem besonderen Zusatz, dass der Titel hinsichtlich der Protokollarischen Rangordnung als bereits am 29. Oktober 1581 verliehen worden sei, dafür verzichtete der Earl auf seinen Titularanspruch auf das Earldom of Morton. Zu letzterem Datum waren seinem Vater John Maxwell, 7. Lord Maxwell die Titel Earl of Morton und Lord Carlyle and Eskdaill verliehen worden. Diese Verleihung erfolgte, nachdem ein älterer Titel Earl of Morton (geschaffen 1458) seinem Inhaber 1581 wegen Hochverrats aberkannt war, letzterer war aber 1586 wiederhergestellt und hierzu ersterer 1585 formell inkorrekt eingezogen worden, sodass nun de iure zwei parallele Earldoms of Morton bestanden. Diesen Umstand erkannte König Jakob VI. 1620 schließlich an, hielt es aber nicht für angebracht, zwei Earl mit dem gleichen Titel zu versehen. Die Verleihung des Earldoms of Nithsdale löste dieses Problem und kann insofern als Umbenennung des Earldoms of Morton von 1581 verstanden werden.
Der 1. Earl führte bereits den fortan nachgeordneten Titel 9. Lord Maxwell, der 1445 seinem Vorfahren Herbert Maxwell verliehen worden war.
Beim Tod seines Sohnes, des 2. Earls, 1667 fielen die Titel an dessen Cousin John Maxwell, 7. Lord Herries of Terregles, der bereits 1631 von seinem Vater den 1490 geschaffenen, in weiblicher Linie erblichen, fortan ebenfalls nachgeordneten Titel Lord Herries of Terregles geerbt hatte.
Dessen Enkel, der 5. Earl, beteiligte sich 1715 am Ersten Jakobitenaufstand, wurde deshalb am 19. Januar 1716 des Hochverrats für schuldig befunden und bekam alle seine Titel aberkannt. Sein Urenkel in weiblicher Linie William Constable-Maxwell konnte am 23. Juni 1858 den Titel Lord Herries of Terregles zurückerlangen, die übrigen Titel sind erloschen.

## Liste der Earls of Nithsdale (1620)
- Robert Maxwell, 1. Earl of Nithsdale (1586–1646)
- Robert Maxwell, 2. Earl of Nithsdale (1620–1667)
- John Maxwell, 3. Earl of Nithsdale († 1677)
- Robert Maxwell, 4. Earl of Nithsdale (1628–1683)
- William Maxwell, 5. Earl of Nithsdale (1676–1744) (Titel verwirkt 1716)